# アンジェルス・グラゴリ
アンジェルス・グラゴリ（カタルーニャ語: Àngels Gregori i Parra, 1985年1月14日 - ）は、スペイン・バレンシア州出身の詩人。カタルーニャ語で執筆している。初開催された2005年以来、ウリーバ国際詩祭のディレクターを務めている。

## 経歴
1985年にバレンシア州バレンシア県ウリーバに生まれ、大学に入学した2003年からバルセロナに住んでいる。バルセロナ大学で文学理論と比較文学の学位を取得し、カタルーニャ・オープン大学で文化マネジメント・カタルーニャ語教育・カタルーニャ語文学の修士号を取得した。2003年には処女詩集『Bambolines』でアマデウ・ウリェー賞を受賞した。19歳の時にはウリーバ国際詩祭を立ち上げ、毎年ディレクターを務めている。2007年には『Llibre de les Brandàlies』でアウジアス・マルク詩賞を受賞した。2010年には『New York, Nabokov & Bicicletes』でアルフォンス・アル・マグナニム賞を受賞した。2013年には『Quan érem divendres』で花の宴を受賞した。このようにグラゴリは何冊かの詩集を出版しており、イタリア語、スペイン語、フランス語、クロアチア語、アストゥリアス語などに翻訳されている。

## 著作

### 単著
- Bambolines, (バルセロナ, 2003).[7]
- Llibre de les Brandàlies (バルセロナ: Edicions 62, 2007).[8]
- New York, Nabokov & Bicicletes, (アルシラ: Edicions Bromera, 2010)
- Herències, (バレンシア: Perifèric Edicions, 2011).[9]
- Quan érem divendres, (バルセロナ: Col·lecció Mitilene de l'Publisher Meteora, 2013).[3]

### 共著
- Joves poetes catalans (バレンシア: Brosquil. 2004).
- Los versos de los acròbates (メキシコ: Publisher Paraíso perdido, 2005).
- Parlano le donne (ナポリ: Tullio pironti editore, 2008).
- El poder del cuerpo (マドリード: Castalia Publishing Company, 2009).
- Revue de poésie Exit (ケベック, nº 58, 2010. Traducción de Elisabet Ràfols).
- L'àrbre à paroles (フランス, La maison de la poesie d'Amay).
- Cada oliva és un estel fos (Institució de les Lletres Catalanes, 2010).